# Reedy (Virginia Occidental)
Reedy es un pueblo ubicado en el condado de Roane en el estado estadounidense de Virginia Occidental. En el Censo de 2010 tenía una población de 182 habitantes y una densidad poblacional de 360,36 personas por km².

## Geografía
Reedy se encuentra ubicado en las coordenadas 38°53′59″N 81°25′35″O / 38.89972, -81.42639. Según la Oficina del Censo de los Estados Unidos, Reedy tiene una superficie total de 0.51 km², de la cual 0.51 km² corresponden a tierra firme y (0%) 0 km² es agua.

## Demografía
Según el censo de 2010, había 182 personas residiendo en Reedy. La densidad de población era de 360,36 hab./km². De los 182 habitantes, Reedy estaba compuesto por el 97.8% blancos, el 1.65% eran afroamericanos, el 0% eran amerindios, el 0% eran asiáticos, el 0% eran isleños del Pacífico, el 0% eran de otras razas y el 0.55% pertenecían a dos o más razas. Del total de la población el 1.1% eran hispanos o latinos de cualquier raza.